# Parvilux boschmai
Parvilux boschmai és una espècie de peix de la família dels mictòfids i de l'ordre dels mictofiformes.

## Hàbitat
És un peix marí i d'aigües profundes.

## Distribució geogràfica
Es troba al Pacífic oriental.